# Stilkøjefluer
Stilkøjefluer (Diopsidae) er en familie af fluer hvor øjne og følehorn sidder på stilke på hver sin side af hovedet. Der er omkring 180 arter i tropiske egne, flest i  Afrika. Familien findes ikke i Sydamerika, og der kendes kun en art i Nordamerika. I 1990'erne blev der fundet en europæisk art i Ungarn.

## Udseende
Stilkøjefluer er 3-18 mm lange. Øjnene sidder for enden af stilke. Følehornene er små og sidder på øjenstilkene som er længst hos hanner, og kan mangle hos hunnerne af nogle arter. Stilkøjefluer har typisk røgfarvede vingemønstre og små torne på brystets bagkant.

## Levevis
Hannerne har territorier, og hannerne med de længste øjenstilke har ofte størst succes med at finde hunner at parre sig med. Fluerne findes ofte på lav vegetation eller ved vandløb. Larverne spiser planter eller dødt plantemateriale.

## Billeder
- Han af Teleopsis dalmanni
- Nærbillede af øjenstilk hos han af Teleopsis dalmanni
- Diasemopsis sp. fra Mozambique